# Reconciliación (escultura)
Reconciliación (en anglès: Reconciliation) és una escultura de Josefina de Vasconcellos, que representa a un home i una dona exhausts, de genolls i abraçats.
La figura original és una petita peça de bronze anomenada Reunion i exhibida en 1955 en una exposició conjunta amb el seu marit, el pintor Delmar Harmood Bàner (1896-1983), en la Royal Watercolour Society.
Dues dècades després, es va decidir crear a la universitat de Bradford un Departament d'Estudis per a la Pau. Per donar suport a la iniciativa, De Vasconcellos va oferir a la universitat una rèplica de la peça original a major escala. Es va instal·lar a l'espai enfront de la biblioteca «J. B. Priestley», al campus universitari. La inauguració va ser el 4 de maig de 1977 i va estar a càrrec del Premi Nobel de la Pau Seán MacBride. Ell i l'escultora van rebre doctorats honoris causa en la mateixa instància.
Sobre el procés de creació de l'obra De Vasconcellos va dir:
| « | Concebí la idea original de la escultura al finalizar la Segunda Guerra Mundial. Europa estaba colapsada, la gente estaba conmocionada. Leí en un diario acerca de una mujer que había cruzado Europa a pie para encontrar a su marido y me conmovió tanto que hice la escultura. Después pensé que no solo se trataba del reencuentro de dos personas sino también del reencuentro de las naciones que habían estado enfrentadas. | » |

Va ser traslladada al taller de l'escultora per a la seva reparació i la hi va reinstal·lar per segona vegada el dia del noranta aniversari de De Vasconcellos, el 26 d'octubre de 1994. Es va canviar el nom a Reconciliación en sintonia amb l'esperit de l'obra i amb la labor del departament d'Estudis per a la Pau.
En 1995, per celebrar el cincuentenari de la finalització de la Segona Guerra Mundial, rèpliques en bronze de l'escultura van ser instal·lades a l'interior de les ruïnes de la catedral de Coventry i en el Memorial de la Pau d'Hiroshima al Japó. Entre altres rèpliques, existeix una en el predio del castell de Stormont a Belfast. Per celebrar la reobertura de l'edifici del Reichstag de Berlín en 1999, es va instal·lar una altra rèplica en la Capella de la Reconciliació (Kapelle der Versöhnung) a la zona que abans ocupava el mur de Berlin.